# 早丝伞属
早丝伞属（学名：Eonema）是刺革菌科下的一个属。

## 下属物种
本属包括以下物种：
- 梨形早丝伞 Eonema pyriforme (M.P.Christ.) Redhead, Lücking & Lawrey